# Astrix
Avi Shmailov (Unión Soviética, 5 de diciembre de 1981), más conocido como Astrix es un DJ y productor de psytrance.
Nació en la URSS, en el Cáucaso, actual Georgia, el 5 de diciembre de 1981 y se crio en Tel Aviv, Israel. Comenzó a grabar música bajo el nombre de Astrix en 1997, un nombre que a pesar de que en ocasiones se haya dicho así, no proviene de Asterix, el personaje de cómic. En una entrevista realizada en Harderfaster.net declaró que el nombre lo escogió porque "sonaba bien", y que no provenía de nadie en particular.
En 2006 alcanzó el puesto número 41 en el "Top 100 DJs" del año de DJmag, compartiendo el ascenso con otros músicos israelíes, siendo el más destacado Infected Mushroom en el puesto número 12, y popularizando significativamente el panorama de la música electrónica de Israel. En 2007 Astrix llegó al puesto número 18 de la lista.

## Inicios
Astrix comenzó su trabajo como DJ en 1995 tocando música alternativa y de los 80. En este periodo aprendió sobre la música electrónica. En 1997 comenzó a componer en un estudio casero usando su ordenador personal. Descubrió el trance ese mismo año en una fiesta. "Al principio fue una experiencia nueva y extraña para mí, y no era capaz de encontrarme a mí mismo, pero quedé impresionado por la energía y el impacto que la música había tenido en la gente de la fiesta." Al comienzo de su carrera a finales de los 90 produjo temas del estilo "nitzhonot" de trance, un estilo de Goa trance. Sus primeros temas fueron "In Peace" y "Eakhis World," los cuales aparecieron en el conocido recopilatorio de nitzhonot "Ptzatzot 3." 
En una entrevista realizada en 2003 Astrix dijo de hecho había trabajado en 3 álbumes de Alien Project, pero su productor Ari Linker no le creyó.

## Estilo
La música de Astrix es conocida por sus melodías sólidas y ascendentes. Es muy constructivo y, dentro de los límites del psytrance, bastante "hard". Suele tocar al atardecer y por las mañanas en fiestas de trance al aire libre. Muchos podrían considerar su estilo a caballo entre el "full-on" y el "clubbier". Ejemplo de esto es su Psychedelic Academy Mix.

## Influencias
Astrix está musicalmente influenciado por Infected Mushroom. "Les consideró una inspiración y algo así como un combustible espiritual, y así fue." Otras influencias incluyen a Linkin Park y Tiësto. "También tengo algo de amor para las bandas mainstream como Linkin Park y personalmente me gusta Tiësto, me inspira mucho ver lo bien que se pueden mezclar los negocios con la música y lo grande que puedes llegar a ser siendo pequeño al principio."
Astrix ha trabajado con:
- Infected Mushroom
- Alien Project
- Astral Projection
- Atomic Pulse
- G.M.S.

y otros músicos.

## Discografía
- Eye To Eye (CD) ---------------- (HOM-Mega Productions) (2002)
- Coolio (CD) ---------------- (HOM-Mega Productions) (2004)
- Coolio (EP) ---------------- (HOM-Mega Productions) (2004)
- Artcore (CD) ---------------- (HOM-Mega Productions) (2004)
- Future Music (EP) ---------------- (Spiraltrax Label Group) (2007)
- Future Music (CD) ---------------- (HOM-Mega Productions) (2007)
- Closer To Heaven (EP) ---------------- (Tokyo Productions) (2007)
- One Step Ahead (CompactStick) ---------------- (HOM-Mega Productions) (2008)
- Acid Rocker (EP) ---------------- (HOM-Mega Productions) (2010)
- Red Means Distortion (CD) ---------------- (HOM-Mega Productions) (2010)
- Lost Inside Outsiders (EP) ---------------- (HOM-Mega Productions) (2011)
- Reunion Plastic Park (EP) ---------------- (HOM-Mega Productions) (2011)
- He.Art (LP) (2016)
- Adhana (Single con Vini Vici)  (2017)

(HOM-Mega Productions)

## Discografía Otros
- Compilation Psychedelic Academy Mixed By Astrix (2CD) ---------------- (Hit Mania) (2005)
- Astrix The Red Sun Psy Man (CD) ---------------- (???) (2005)
- Compilation The History Of Goa Trance Vol.2 Sound Of HOMmega (2CD) ---------------- (Yellow Sunshine Explosion) (2008)
- Compilation Heat Seekers Israeli Trance Allstars (CD) ---------------- (HOM-Mega Productions) (2009)

## Tracks & Remixes Publicado En Las Compilaciones
- Chaos: Digital Oracle
- Poison (Wrecked Machines rmx): Map Of Goa Vol.3
- Future Music: Goa Neo Full On Vol.4
- Closer To heaven: Compilation Neo Full ON

## Video DVD Vision Quest
- The Gathering Vision Quest 2002 (DVD) ---------------- (Vision Quest Productions) (2002)
- The Gathering Vision Quest 2003 (DVD) ---------------- (Vision Quest Productions) (2003)
- The Gathering Vision Quest 2004 (DVD) ---------------- (Vision Quest Productions) (2004)
- The Gathering Vision Quest 2005 (2DVD) ---------------- (Vision Quest Productions) (2005)
- The Gathering Vision Quest 2006 (2DVD) ---------------- (Vision Quest Productions) (2006)
- The Gathering Vision Quest 2007 (2DVD) ---------------- (Vision Quest Productions) (2007)

## Video DVD Otros
- Compilation X-Mode Vol.6 Back To The Future (DVD) ---------------- (Tokyo X-Ray Studios Productions) (2004)
- Compilation Supervision NTSC (DVD) ---------------- (Tip World Productions) (2006)
- Compilation Supervision PAL (DVD) ---------------- (Tip World Productions) (2006)
- Boom Festival 2008 We Are All - PAL (DVD) ---------------- (GoodMode Productions) (2009)
- Boom Festival 2008 We Are All - NTSC (DVD) ---------------- (GoodMode Productions) (2009)
- Compilation The Beach 2009 (DVD) ---------------- (FinePlay Records Productions) (2009)